# Ahmed Nabil Koka
Ahmed Nabil Koka, pseudonimo di Ahmed Nabil Ashour Abdelaal (in arabo احمد نبيل كوكا‎?; Il Cairo, 4 luglio 2001), è un calciatore egiziano, centrocampista dell'Al-Ahly e della nazionale egiziana.

## Carriera

### Club
Koka è cresciuto nel settore giovanile dell'Al-Ahly, dove ha debuttato il 21 novembre 2020 nell'incontro di Coppa d'Egitto vinto 2-1 contro l'Abu Qir Semad. Ha segnato il suo primo gol il 29 marzo 2024, decidendo l'incontro di CAF Champions League contro il Simba, terminato 1-0.

### Nazionale
Ha giocato nella nazionale egiziana Under-23.
Ha debuttato con la nazionale egiziana il 26 marzo 2024 nell'amichevole persa 4-2 contro la Croazia.
Nel 2024 ha partecipato ai Giochi Olimpici.

## Statistiche

### Presenze e reti nei club
Statistiche aggiornate al 26 giugno 2025.
| Stagione        | Squadra         | Campionato      | Campionato | Campionato | Coppe nazionali | Coppe nazionali | Coppe nazionali | Coppe continentali | Coppe continentali | Coppe continentali | Altre coppe  | Altre coppe | Altre coppe | Totale | Totale | Totale |
| Stagione        | Squadra         | Comp            | Pres       | Reti       | Comp            | Pres            | Reti            | Comp               | Pres               | Reti               | Comp         | Pres        | Reti        | Pres   | Reti   |        |
| --------------- | --------------- | --------------- | ---------- | ---------- | --------------- | --------------- | --------------- | ------------------ | ------------------ | ------------------ | ------------ | ----------- | ----------- | ------ | ------ | ------ |
| 2019-2020       | Al-Ahly         | PL              | 0          | 0          | CE              | 1               | 0               | CCL                | 0                  | 0                  | SE           | 0           | 0           | 1      | 0      |        |
| 2020-2021       | Al-Ahly         | PL              | 5          | 0          | CE              | 2               | 0               | CCL                | 0                  | 0                  | SE+SC+Cmc    | 0+0+0       | 0           | 7      | 0      |        |
| 2021-2022       | Al-Ahly         | PL              | 6          | 0          | CE+CdL          | 2+0             | 0               | CCL                | 1                  | 0                  | SE+SC+Cmc    | 0+0+0       | 0           | 9      | 0      |        |
| 2022-2023       | Al-Ahly         | PL              | 9          | 0          | CE+CdL          | 2+0             | 0               | CCL                | 3                  | 0                  | SE+AFL       | 0+1         | 0           | 15     | 0      |        |
| 2023-2024       | Al-Ahly         | PL              | 13         | 0          | CE              | 0               | 0               | CCL                | 9                  | 1                  | SE+SC+Cmc    | 2+0+2       | 0           | 26     | 1      |        |
| 2024-2025       | Al-Ahly         | PL              | 11+6       | 0+1        | CE+CdL          | 0+0             | 0               | CCL                | 6                  | 0                  | SE+SA+CI+Cmc | 2+1+1+2     | 0           | 29     | 1      |        |
| Totale carriera | Totale carriera | Totale carriera | 50         | 1          |                 | 7               | 0               |                    | 19                 | 1                  |              | 11          | 0           | 87     | 2      |        |

### Cronologia presenze e reti in nazionale
| Cronologia completa delle presenze e delle reti in nazionale ― Egitto | Cronologia completa delle presenze e delle reti in nazionale ― Egitto | Cronologia completa delle presenze e delle reti in nazionale ― Egitto | Cronologia completa delle presenze e delle reti in nazionale ― Egitto | Cronologia completa delle presenze e delle reti in nazionale ― Egitto | Cronologia completa delle presenze e delle reti in nazionale ― Egitto | Cronologia completa delle presenze e delle reti in nazionale ― Egitto | Cronologia completa delle presenze e delle reti in nazionale ― Egitto |
| Data                                                                  | Città                                                                 | In casa                                                               | Risultato                                                             | Ospiti                                                                | Competizione                                                          | Reti                                                                  | Note                                                                  |
| --------------------------------------------------------------------- | --------------------------------------------------------------------- | --------------------------------------------------------------------- | --------------------------------------------------------------------- | --------------------------------------------------------------------- | --------------------------------------------------------------------- | --------------------------------------------------------------------- | --------------------------------------------------------------------- |
| 26-3-2024                                                             | Il Cairo                                                              | Egitto                                                                | 2 – 4                                                                 | Croazia                                                               | Amichevole                                                            | -                                                                     | 46’                                                                   |
| 6-9-2024                                                              | Il Cairo                                                              | Egitto                                                                | 3 – 0                                                                 | Capo Verde                                                            | Qual. Coppa d'Africa 2025                                             | -                                                                     | 79’                                                                   |
| 10-9-2024                                                             | Francistown                                                           | Botswana                                                              | 0 – 4                                                                 | Egitto                                                                | Qual. Coppa d'Africa 2025                                             | -                                                                     | 75’                                                                   |
| 15-10-2024                                                            | Nouakchott                                                            | Mauritania                                                            | 0 – 1                                                                 | Egitto                                                                | Qual. Coppa d'Africa 2025                                             | -                                                                     | 84’                                                                   |
| 15-11-2024                                                            | Praia                                                                 | Capo Verde                                                            | 1 – 1                                                                 | Egitto                                                                | Qual. Coppa d'Africa 2025                                             | -                                                                     |                                                                       |
| 21-3-2025                                                             | Casablanca                                                            | Etiopia                                                               | 0 – 2                                                                 | Egitto                                                                | Qual. Mondiali 2026                                                   | -                                                                     | 89’                                                                   |
| 25-3-2025                                                             | Il Cairo                                                              | Egitto                                                                | 1 – 0                                                                 | Sierra Leone                                                          | Qual. Mondiali 2026                                                   | -                                                                     |                                                                       |
| Totale                                                                |                                                                       | Presenze                                                              | 7                                                                     |                                                                       | Reti                                                                  | 0                                                                     |                                                                       |

## Palmarès

### Club

#### Competizioni nazionali
- Campionato egiziano: 3

Al-Ahly: 2022-2023, 2023-2024, 2024-2025
- Coppa d'Egitto: 3

Al-Ahly: 2019-2020, 2021-2022, 2022-2023
- Supercoppa d'Egitto: 3

Al-Ahly: 2022, 2023, 2024

#### Competizioni internazionali
- CAF Champions League: 2

Al-Ahly: 2022-2023, 2023-2024
- Coppa Intercontinentale FIFA - Coppa Africa-Asia-Pacifico: 1

Al-Ahy: 2024